# Jan Siewert
Jan Siewert (Mayen, Alemania Federal, 23 de agosto de 1982) es un exfutbolista y entrenador de fútbol alemán. Actualmente está sin club.

## Trayectoria

### Como jugador
Siewert jugó como centrocampista defensivo en el TuS Mayen desde el 2001 hasta el 2005. Entre los años 2005 y 2008 jugó en el SG Bad Breising y terminó su carrera en el 2009 junto al TuS Montabaur.

### Como entrenador
Luego de trabajar como segundo entrenador en las categorías sub-17 y sub-18 de la selección de Alemania, Siewert firmó un contrato por tres años en junio de 2015 con el Rot-Weiss Essen de la cuarta categoría del fútbol alemán. Tras su despido en abril de 2016, el entrenador alemán dirigió en el equipo sub-19 del VfL Bochum y el Borussia Dortmund II.

#### Huddersfield Town
En enero de 2019 fue nombrado nuevo entrenador del Huddersfield Town de la Premier League inglesa hasta el verano de 2021. Con esto, se convirtió en el tercer entrenador del Borussia Dortmund II en dejar el club para dirigir en Inglaterra de manera consecutiva, anteriormente fue su antecesor David Wagner y Daniel Farke (quien migró al Norwich City). En agosto de 2019 fue despedido tras un mal arranque de temporada.

#### Maguncia 05
En julio de 2020, se convirtió en el jefe de la academia de entrenadores del Maguncia 05.En diciembre de 2020 fue nombrado entrenador interino sustituyendo a Jan-Moritz Lichte.Su único partido a mando del equipo alemán fue contra el Bayern de Múnich el cual perdió 5-2.
El 2 de noviembre de 2023, ocupó el puesto interinamente en sustitución de Bo Svensson.El 22 de diciembre, fue ratificado en su cargo y firmó un contrato hasta junio de 2026.Sin embargo, el 12 de febrero de 2024 fue relevado de sus funciones.

#### Greuther Fürth
El 12 de noviembre de 2024, fue anunciado como entrenador del Greuther Fürth. A pesar de haber mantenido la categoría, fue relevado de sus funciones en mayo de 2025.

## Clubes

### Como jugador
| Club           | País     | Año         |
| -------------- | -------- | ----------- |
| TuS Mayen      | Alemania | 2001 - 2005 |
| SG Bad Breisig | Alemania | 2005 - 2008 |
| TuS Montabaur  | Alemania | 2008 - 2009 |

### Como entrenador
| Club                                 | País       | Año         |
| ------------------------------------ | ---------- | ----------- |
| Alemania sub-18 (segundo entrenador) | Alemania   | 2013 - 2014 |
| Alemania sub-17 (segundo entrenador) | Alemania   | 2014 - 2015 |
| Rot-Weiss Essen                      | Alemania   | 2015 - 2016 |
| VfL Bochum (segundo entrenador)      | Alemania   | 2016 - 2017 |
| VfL Bochum sub-19                    | Alemania   | 2016 - 2017 |
| Borussia Dortmund II                 | Alemania   | 2017 - 2019 |
| Huddersfield Town                    | Inglaterra | 2019        |
| Maguncia 05 (Interino)               | Alemania   | 2020 - 2021 |
| Maguncia 05                          | Alemania   | 2023 - 2024 |
| Greuther Fürth                       | Alemania   | 2024 - 2025 |

## Estadísticas como entrenador
| Club                 | País       | Año       | PJ  | PG | PE | PP | Efectividad |
| -------------------- | ---------- | --------- | --- | -- | -- | -- | ----------- |
| Rot-Weiss Essen      | Alemania   | 2015-2016 | 29  | 7  | 12 | 10 | 37.93%      |
| Borussia Dortmund II | Alemania   | 2017-2019 | 55  | 25 | 15 | 15 | 54.54%      |
| Huddersfield Town    | Inglaterra | 2019      | 19  | 1  | 3  | 15 | 10.52%      |
| Maguncia 05          | Alemania   | 2020-2021 | 1   | 0  | 0  | 1  | 0%          |
| Maguncia 05          | Alemania   | 2023-2024 | 12  | 1  | 6  | 5  | 25%         |
| Greuther Fürth       | Alemania   | 2024-2025 | 20  | 6  | 4  | 10 | 36.67%      |
| Total                | Total      | Total     | 136 | 40 | 40 | 56 | 39.22%      |